# Dieter Roth
Dieter Roth, né le 21 avril 1930 à Hanovre et mort le 5 juin 1998 à Bâle, est un imprimeur et artiste contemporain suisse d'origine allemande.

## Biographie
Troisième fils d'un couple germano-suisse, il grandit et suit ses études à Hanovre avant de déménager à Zurich en 1943. Ses parents le rejoignent trois ans plus tard et s'établissent à Herisau d'où Roth va suivre ses études secondaires à Saint-Gall. En 1946, il produit ses premières sculptures et peintures. L'année suivante, il quitte l'école pour suivre un apprentissage de graphiste à Berne chez Friedrich Wüthrich. 
Après une dépression nerveuse et une tentative de suicide en 1949, il est objecteur de conscience et refuse de faire son service militaire. En 1952, il sera définitivement exclu de l'armée pour raisons de santé. 
À partir de 1955, il déménage plusieurs fois à Copenhague, Reykjavík (où il fait la connaissance de sa future femme Sigri∂ur Björnsdóttir), Philadelphie et New York. En 1964, il divorce après avoir eu trois enfants de sa femme. Il se rend à Providence (Rhode Island) où il enseigne les arts graphiques. Il enseigne ensuite à Londres et à Düsseldorf de 1968 à 1971. De 1971 à 1974, il vit avec l'artiste Dorothy Iannone.
Entre 1971 et 1991, il va présenter plusieurs dizaines d'expositions en Suisse, en Islande, en Allemagne, en Grande-Bretagne, en Autriche. Au début des années 1990, il crée avec Philipp R. Buse la Fondation Dieter Roth à Hambourg dont le but est de récolter et conserver un maximum de pièces de l'artiste. L'année de sa mort, Roth nomme Dirk Dobke comme curateur de la fondation avant de décéder d'un arrêt cardiaque.

## Expositions
Principales expositions personnelles depuis 1990
- 2013 Dieter Roth - Processing the World, frac de Bretagne, Rennes
- 2009 Galerie Anton Meier, Genève (cat.)
- 2007 Galerie Eva Presenhuber, Zurich
- 2006 The Studio, The hugh Lane Museum, Dublin
- 2006 Galerie & Edition Marlene Frei, Zurich
- 2005 Train, Reykijavik Art Museum, Hafnarhus, Reykjavik
- 2005 The Piccadillies, Galerie Barbara Wien, Berlin
- 2004 Roth Time – A Dieter Roth Retrospective, Museum of Modern Art, New York
- 2004 Matthew Marks Gallery, New York
- 2003 Ludwig Museum, Cologne
- 2003 Roth-Zeit, Schaulager, Bâle
- 2003 Galerie Anton Meier, Genève (cat.)
- 2002 Galerie & Edition Marlene Frei, Zurich
- 2001 MACBA, Barcelona
- 2000 Die Haut der Welt – Archiv Sohm, Staatsgalerie Stuttgart
- 1999 Galerie Papillon, Paris
- 1999 Printed, Pressed, Bound, Moore College of Art and Design, Philadelphie
- 1999 Galerie Steinek, Vienne
- 1998 Galerie Hauser & Wirth, Zurich
- 1998 Graphische Sammlung Albertina, Vienne
- 1998 Gallery David Nolan, New York
- 1997 MAC, Galeries Contemporaines des Musées de Marseille, Marseille
- 1996 Galerie Anton Meier, Genève
- 1995 Secession, Vienne
- 1995 Kunstmuseum, Soleure (CH)
- 1995 Galerie Heinz Holtmann, Cologne
- 1994 Kunstverein Friedrichshafen (D)
- 1994 Museum Haus Lange, Krefeld (D)
- 1994 Collection des Estampes de  l’ETH, Zurich
- 1993 Hessisches Landesmuseum Graphische Sammlung, Darmstadt (D)
- 1992 Museum Weserburg, Brême (D)
- 1992 Galerie Maximilian Krips, Cologne
- 1991 Galerie Anton Meier, Genève (cat.)
- 1991 Galerie Boer, Hanovre (D)
- 1990 Galerie Renée Ziegler, Zurich
- 1990 Karten Schubert Ltd, Londres

## Sources
- Biographie sur artnet
- Publications de et sur Dieter Roth dans le catalogue Helveticat de la Bibliothèque nationale suisse